# Bertalan Szemere
Bertalan Szemere, né le 27 août 1812 à Vatta (royaume de Hongrie) et mort le 18 janvier 1869 à Pest, fut un poète, homme d'État et héros national hongrois. Il fut le troisième chef de gouvernement hongrois lors de la Révolution hongroise de 1848.

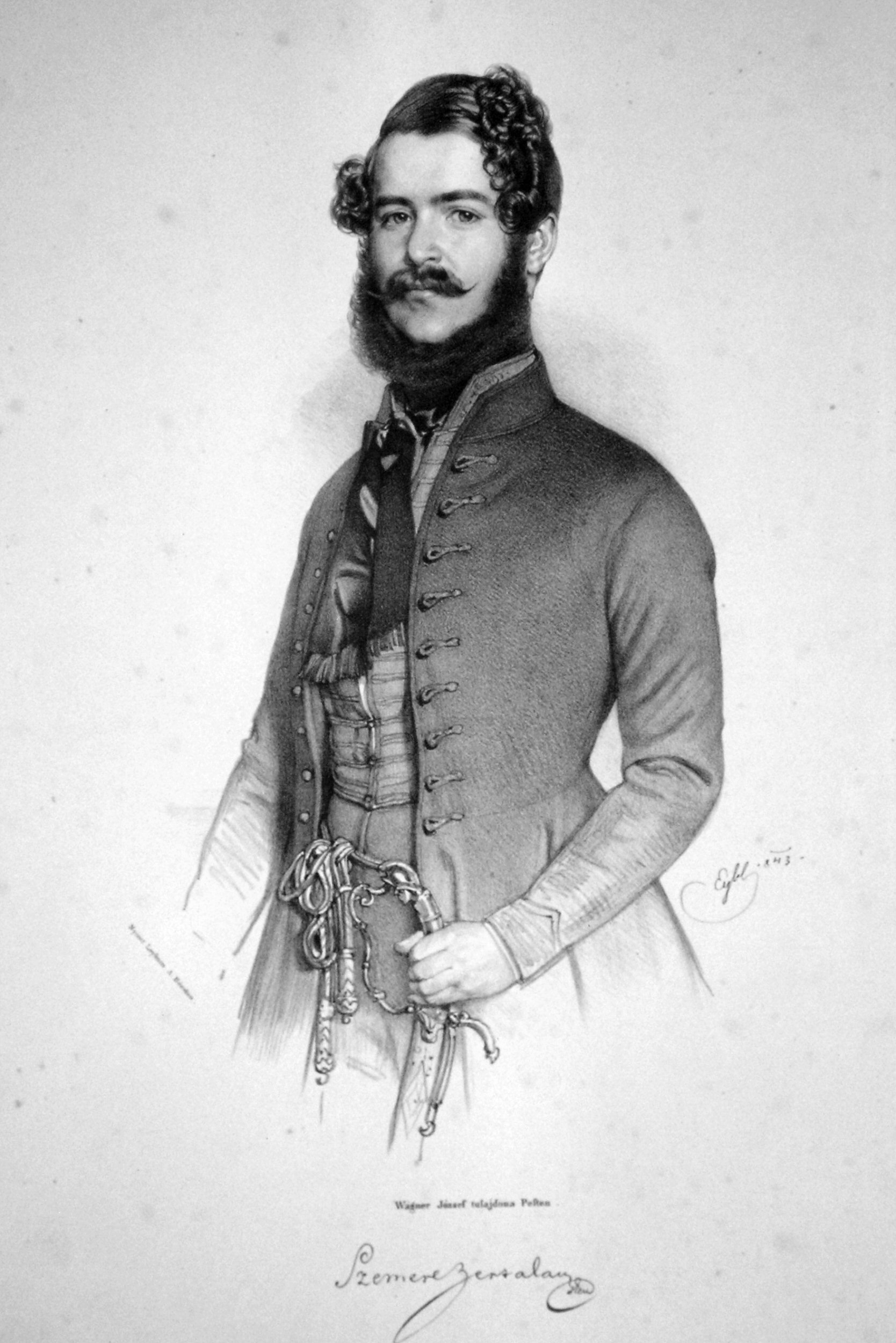
Bertalan Szemere jeune.

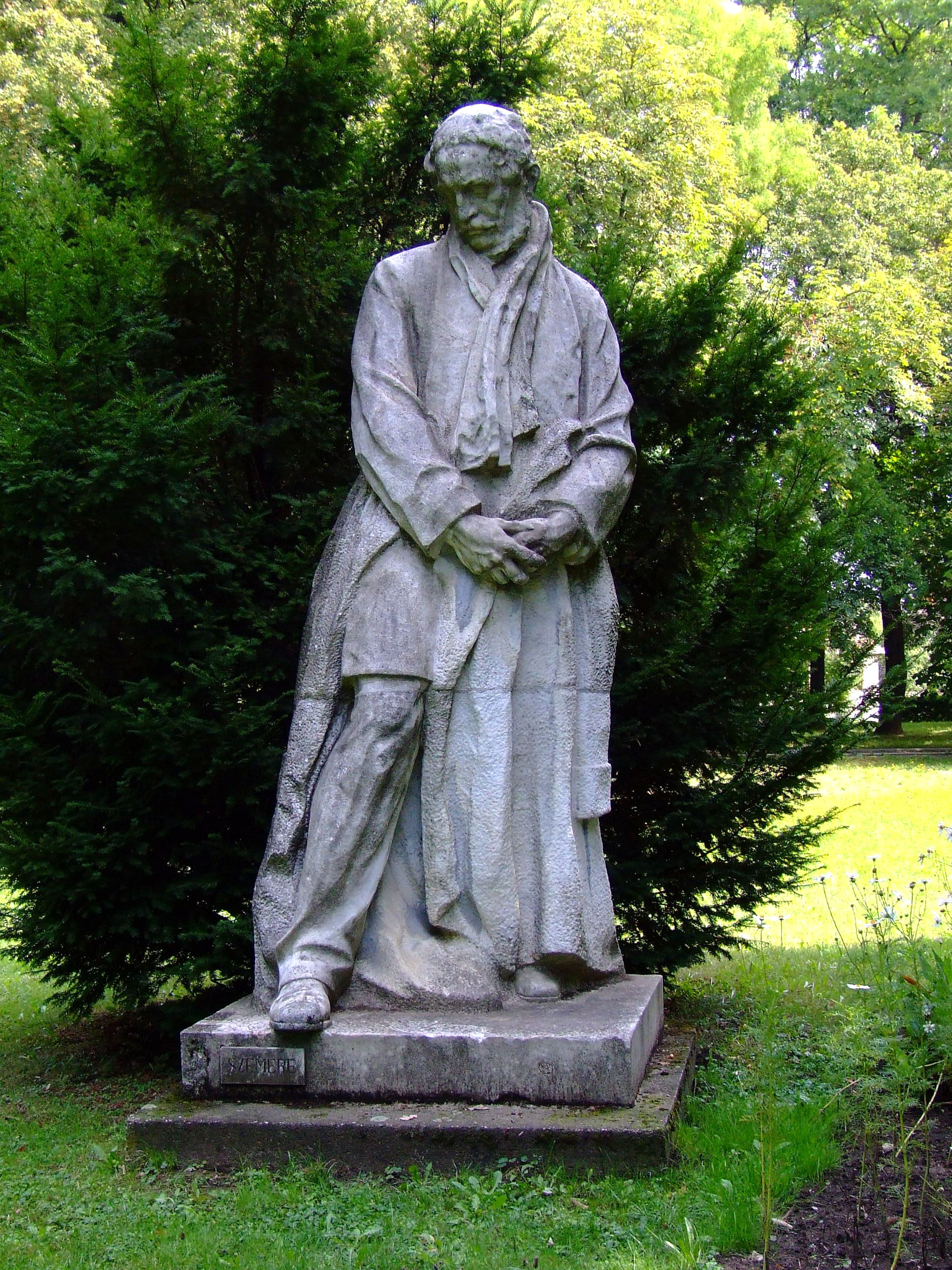
Monument à la mémoire de Bertalan Szemere à Dombovar.